# Lloyd Doyley
Lloyd Colin Doyley (né le 1er décembre 1982 à Whitechapel, dans la banlieue de Londres) est un footballeur anglo-jamaïcain. Il a principalement joué avec le Watford FC, pendant 14 saisons.

## Carrière
Bien qu'ayant joué plus de 400 matchs sous le maillot des Hornets, Lloyd Doyley n'a à ce jour inscrit qu'un seul but. Ce but survient lors de son 269e match, le 7 décembre 2009, à l'occasion de la rencontre Watford-QPR (3-1). Alors que Watford est mené 0-1, Doyley égalise pour son équipe d'une tête plongeante sur un centre de Don Cowie. Après la rencontre, Doyley s'exclame : « J'ai toujours su que ça allait arriver mais ça a pris un peu plus de temps que je ne pensais. » Ce but unique suscite par la suite des plaisanteries entre fans de Watford qui parient sur la date du prochain but de leur numéro 12.
Le 19 février 2016, il rejoint Rotherham United.
Le 7 octobre 2016, il rejoint Colchester United.

## Palmarès
Watford
- Play-offs de Football League Championship
  - Vainqueur : 2006
- Football League Championship (D2)
  - Vice-champion : 2015